# Digitaria alleizettei
Digitaria alleizettei är en gräsart som beskrevs av Aimée Antoinette Camus. Digitaria alleizettei ingår i släktet fingerhirser, och familjen gräs. Inga underarter finns listade i Catalogue of Life.